# Салра
Салра — село в Іспанії, у складі автономної спільноти Каталонія, у провінції Жирона. Муніципалітет займає площу 19,53 км2, а населення в 2014 році становило 5053 особи. 